# Ікеда Хіромі
Ікеда Хіромі (яп. 池田 浩美; нар. 22 грудня 1975) — японська футболістка. Вона грала за збірну Японії.

## Клубна кар'єра
У 1995 році дебютувала в «Тасакі Пелуле». Наприкінці сезону 2008 року вона завершила ігрову кар'єру.

## Виступи за збірну
Дебютувала у збірній Японії 6 червня 1997 року в поєдинку проти Китаю. У складі японської збірної учасниця жіночого чемпіонату світу 1999, 2003 та 2007 років та Літніх олімпійських ігор 2004 та 2008 років. З 1997 по 2008 рік зіграла 119 матчів та відзначилася 4-а голами в національній збірній.

## Статистика виступів
| Збірна Японії | Збірна Японії | Збірна Японії |
| Рік           | Матчі         | Голи          |
| ------------- | ------------- | ------------- |
| 1997          | 6             | 0             |
| 1998          | 9             | 0             |
| 1999          | 8             | 0             |
| 2000          | 5             | 0             |
| 2001          | 10            | 3             |
| 2002          | 6             | 0             |
| 2003          | 11            | 1             |
| 2004          | 10            | 0             |
| 2005          | 9             | 0             |
| 2006          | 17            | 0             |
| 2007          | 16            | 0             |
| 2008          | 12            | 0             |
| Загалом       | 119           | 4             |